# 쓰지모토 기요미
쓰지모토 기요미(일본어: 辻元清美, 1960년 4월 28일 ~ )는 일본의 정치인으로 7선 중의원 의원을 역임했다. 본래 사회민주당 소속이었지만 이후 민주당으로 건너왔다. 구 입헌민주당 국회대책위원장, 입헌민주당 오사카부 총지부연합회 대표, 아동옹호의원연맹 회장을 역임하였다. 현재 신 입헌민주당 대표대행을 맡고 있다. 지역구는 오사카부 제10구였다.
하토야마 유키오 내각에서 국토교통 부대신, 간 제2차 개조내각에서 내각총리대신 보좌관(재해 자원 봉사 활동 담당)을 역임했다.

## 생애
나라현 요시노군 오요도정에서 태어나 오사카부 다카쓰키시에서 성장했다. 나고야 대학 교육학부 부속 고등학교를 졸업했다. 이후 백화점에서 2년 간 점원으로 일했다. 이후 와세다 대학 교육학부에 들어가 1987년 졸업하였다.
대학 재학 도중 일본의 역사교과서 문제로 아시아 각국이 갈등하는 모습을 지켜본 쓰지모토는 아시아 각국과 일본의 교류 활성화를 목표로 관련 NGO 단체를 구성해 활동했다. 이후 여러 시민 운동을 이끌며 비정부기구(NGO)에 참여하다가 사회민주당의 당수였던 도이 다카코의 권유로 정계에 입문하여 1996년 제41회 중의원 의원 총선거에 사회민주당 비례대표로 출마하여 초선 의원이 되었다. 이후 제42회 중의원 의원 총선거에는 오사카부 제10구에 출마하여 당선되었다.
그러나 2002년 3월, 한 주간지가 쓰지모토의 비서관 급여 횡령 의혹을 보도하면서 논란이 확산되자, 결국 의원직을 사임하였다. 이후 수사가 진행되어 여러 정황들이 사실로 드러났고, 2003년 7월 18일 경시청이 쓰지모토 본인을 비롯해 사건에 연루된 4명을 모두 구속하였다. 이후 이들은 사건 직후 증거 인멸을 시도한 죄를 모두 인정하였다.
2004년 2월, 도쿄 지방법원은 비서관 급여 1840만 엔을 가로채고 이를 숨긴 사기 혐의를 적용하여 쓰지모토에게 징역 2년, 집행유예 5년의 유죄 판결을 내렸다.
집행유예 기간 중이던 2004년 6월 쓰지모토는 사회민주당을 탈당하여 동년 7월에 실시된 제20회 참의원 의원 통상선거에 오사카부 선거구에서 무소속으로 출마했으나, 낙선했다.
이후 사민당에 복당하여 2005년 9월의 제44회 중의원 의원 총선거에서 사임했던 오사카부 제10구에 다시 출마했으나, 2위로 낙선하여 석패율로 비례대표에 당선되면서 가까스로 중의원 의원직에 복귀했다.
2009년 8월의 제45회 중의원 의원 총선거에서는 민주당의 정권교체 바람을 타고 약 50%의 득표율로 4선에 성공했다. 당선 후 동년 9월에 사회민주당 국회대책위원장에 취임하면서 민주당, 사회민주당, 국민신당이 참여한 "민사국 연립 정권(民社国連立政権)"의 탄생을 이끌었다. 이후 연정 합의에 따라 국토교통 부대신에 취임하였다. 당초 국회대책위원장이라는 당직에 있었기에 당무에 집중하기 위해 입각 요청을 고사했지만, 사민당 후쿠시마 미즈호 당수가 각의(국무회의)에서 쓰지모토의 국토교통 부대신 임명에 대한 동의 서명을 하면서 결국 임명을 수락할 수 밖에 없었다.
2010년 5월 28일, 오키나와현의 후텐마 기지 이전 문제에 관한 미일 정부 간 합의에 대해 각의(국무회의) 서명을 거부한 후쿠시마 미즈호 내각부 특명담당대신을 하토야마 유키오 총리가 파면하면서 사회민주당의 연정 이탈 문제를 놓고 당내에서 논쟁이 벌어졌다. 당시 프랑스 파리 출장 중이던 쓰지모토는 사민당의 연정 이탈에 대해 신중해야 한다는 입장을 냈지만, 연정에서 이탈해야 한다는 사민당의 당론과 배치되면서 논란이 벌어졌다. 쓰지모토는 자신의 거취에 대해 끝까지 말을 아끼다가, 결국 5월 30일 사민당이 연정 이탈을 최종 결정하면서 쓰지모토 또한 사임 의사를 밝혔다. 이후 5월 31일 사표가 수리됐다.
쓰지모토는 연정 이탈 반대에 대해 그 이유를 설명하며 "우리가 연정에서 이탈함으로서 자민당 정권이 부활하고, 평화 헌법의 개정이 이뤄지는 길이 열릴지도 모른다고 생각했다"며 "후텐마 기지 이전 문제는 꽤 오래 전부터 제기되어 왔던 문제인데, 이제와서 이 이유 하나만으로 연정에서 이탈하는 것은 바른 판단이 아니었고 연정에 남아 문제를 더 깊이 있게 논의했었으면 하는 아쉬움이 있다"고 말했다. 이후 쓰지모토와 당이 갈등은 계속되었고 결국 동년 7월 26일 시게노 야스마사 사민당 간사장과 회동한 자리에서 탈당을 선언했다. 다음날 후쿠시마 미즈호 당수가 탈당 선언을 철회해 달라는 만류에도 불구하고 탈당 신고서를 제출하여 차기 총선거에 무소속 출마를 선언했다.
이에 사민당 내부에서는 쓰지모토를 제명해야 한다는 목소리까지 나오기도 했으나 당 지도부가 쓰지모토에 대한 처분은 일단 보류했다.
이후 민주당과 연계해서 활동하는 등 협력을 이어가다가 2011년 9월 5일 노다 내각이 출범하면서 9월 7일에 쓰지모토가 민주당에 입당할 의향이 있다는 언론 보도가 나왔고, 이에 후쿠시마 미즈호 사민당 당수는 기자회견을 통해 "지지해 준 당원들을 배신해 나가는 것은 정치인으로서의 도리가 아니다. 이념보다 권력을 좇는 선택을 한것 같다. 무척 안타깝다"고 비판했다. 이후 9월 10일 쓰지모토가 민주당 입당 신청서를 제출하였고 승인이 완료되었다. 이후 민주당 간부의 협의를 거쳐 정식으로 입당해 중의원 오사카부 제10구 지부장에 취임했다.
제46회 중의원 의원 총선거에 민주당 소속으로 자신의 지역구인 오사카부 제10구에 출마, 낙선했지만 비례대표로 부활했다. 이 선거에서 오사카부에서 당선된 다른 민주당 후보가 전혀 없었기 때문에 민주당 오사카부 연합회에 속한 유일한 중의원 의원이 되었다.
제47회 중의원 의원 총선거에서도 당선돼 6선에 성공했다. 이후 민주당이 민진당으로 개편되며 당적을 옮겼다.
2017년 9월 28일 민진당 양원 총회에서 희망의 당으로의 합류가 결정되자, 이에 반발하며 무소속 출마를 선언했다가 입헌민주당에 입당, 제48회 중의원 의원 총선거에서 당선되었다. 이후 입헌민주당 국회대책위원장에 역임했고 2020년에 입헌민주당의 부대표와 간사장 대행으로 취임했다. 하지만 2021년 제49회 일본 중의원 의원 총선거에서 아쉽게 낙선을 했다.

## 역대 선거 결과
|  | 6.4% |

|  | 29.70% |

|  | 19.67% |

|  | 31.53% |

|  | 50.53% |

|  | 33.29% |

|  | 34.35% |

|  | 42.77% |

|  | 33.35% |

## 같이 보기
- 피스보트